# Цепідлак
45°58′ пн. ш. 16°41′ сх. д. / 45.97° пн. ш. 16.69° сх. д.
Цепідлак (хорв. Cepidlak) — населений пункт у Хорватії, в Копривницько-Крижевецькій жупанії у складі громади Светі-Іван-Жабно.

## Населення
Населення за даними перепису 2011 року становило 155 осіб.
Динаміка чисельності населення поселення: